# Таксономия
Таксоно́мия (от др.-греч. τάξις — строй, порядок и νόμος — закон) — учение о принципах и практике классификации и систематизации сложноорганизованных иерархически соотносящихся сущностей.

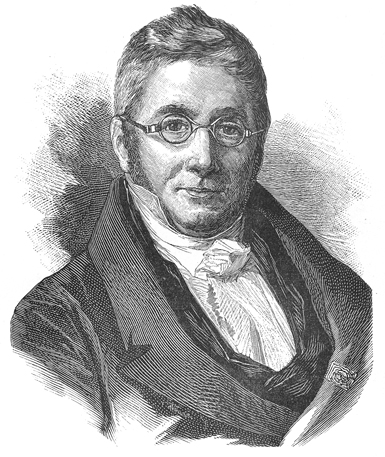
Швейцарский ботаник Огюстен Декандоль (1778—1841), предложивший в 1813 году термин «таксономия»

Принципы таксономии применяются во многих научных областях знаний, для упорядочивания объектов географии, геологии, языкознания, этнографии и всего многообразия органического мира.

## Исторические сведения
Термин «таксономия» впервые был предложен в 1813 году Огюстеном Декандолем, занимавшимся классификацией растений, и изначально применялся только в биологии. Позже этот термин стал использоваться для обозначения общей теории классификации и систематизации сложных систем как в биологии, так и в других областях знаний, в лингвистике, географии, геологии.

## Современные взгляды на таксономию
Математически таксономией является древообразная структура классификаций определённого набора объектов. Вверху этой структуры — объединяющая единая классификация — корневой таксон — которая относится ко всем объектам данной таксономии. Таксоны, находящиеся ниже корневого, являются более специфическими классификациями, которые относятся к поднаборам общего набора классифицируемых объектов. Современная биологическая классификация, к примеру, представляет собой иерархическую систему, основание которой составляют отдельные организмы (индивидуумы), а вершину — один всеобъемлющий таксон; на различных уровнях иерархии между основанием и вершиной находятся таксоны, каждый из которых подчинён одному и только одному таксону более высокого ранга. Одна из наиболее фундаментальных проблем таксономии состоит в определении способа бытия таксона.
Термины «таксономия» и «систематика» нередко используют как синонимы, но в строгом смысле таксономия является лишь частью систематики. Обычно в биологии систематику трактуют как раздел знаний о разнообразии организмов и взаимоотношениях между ними, а таксономию как раздел науки, изучающий принципы, методы и правила классификации. Основная задача биологической таксономии — создание иерархической системы соподчинённых рангов, которая служит для построения естественной классификации организмов.